# Cupa României 2012-2013
La Cupa României 2012-2013 (Coppa di Romania) è stata la 75ª edizione del principale torneo a eliminazione diretta del calcio rumeno. Il torneo è iniziato il 18 luglio 2012. La squadra vincitrice è ammessa ai play-off della UEFA Europa League 2013-2014. Il Petrolul Ploiești ha vinto la coppa per la terza volta.

## Primo turno
| Squadra 1                 | Risultato         | Squadra 2                     |
| ------------------------- | ----------------- | ----------------------------- |
| 18 luglio 2012            |                   |                               |
| Csíkszereda               | 2 – 0             | Târgu Mureș II                |
| Seviş Şelimbăr            | 0 – 0 (4 – 3 dtr) | Oltchim Râmnicu Vâlcea        |
| Universitatea Petroșani   | 0 – 1             | Flacăra Făget                 |
| Strehaia                  | 0 – 1             | Pandurii Târgu Jiu II         |
| Petrofac Ţicleni          | 0 – 6             | Minerul Jilţ Mătăsari         |
| Podari                    | 3 – 2             | Prometeu Craiova              |
| Internaţional Brebeni     | 0 – 3             | Dunărea Turris Turnu Măgurele |
| Metalul Frăsinet          | 2 – 5             | Alexandria                    |
| Posada Perişani           | 2 – 5             | Atletic Bradu                 |
| Voinţa Lupac              | 8 – 3             | Gloria Reşiţa                 |
| Unirea S.M.               | 3 – 1             | Nuova Mama Mia                |
| Șoimii Pâncota            | 1 – 0 (dts)       | Millenium Giarmata            |
| Viitorul Lechinţa         | 4 – 2             | Gloria Bistrița II            |
| Viorel Mateianu Baia Mare | 3 – 0             | CFR Cluj II                   |
| Flacăra Halmăşd           | 3 – 2             | Sănătatea Cluj                |
| Vulturii Vultureni        | 0 – 3             | Unirea Dej                    |
| Someşul Oar               | 3 – 0             | Unirea Valea lui Mihai        |
| Crișul Sântandrei         | 1 – 0             | Vladimirescu                  |
| Arena Alba Iulia          | 1 – 0             | Gloria Arad                   |
| Dănuţ Coman               | 3 – 0             | Ghecon Lăpuşata               |
| Gloria Corneşti           | 3 – 0             | Atletic Fieni                 |
| Tecuci                    | 2 – 3             | Conpet Cireşu                 |
| Naţional Goleşti          | 3 – 0             | Székelyudvarhely              |
| Zagon                     | 2 – 2 (4 – 1 dtr) | Fortuna Brazi                 |
| Foresta Zorleni           | 3 – 0             | Politehnica Galați            |
| Moineşti                  | 2 – 1             | Focșani                       |
| Teiul Poiana Teiului      | 0 – 3             | Ceahlăul                      |
| Astra Răducăneni          | 2 – 3             | Cetatea Târgu Neamț           |
| Luceafărul Mihai Eminescu | 2 – 2 (4 – 3 dtr) | Paşcani                       |
| Unirea Casimcea           | 3 – 0             | Eforie                        |
| Steaua Speranţei Siliştea | 1 – 3             | Dunărea Călărași              |
| Rapid Feteşti             | 3 – 2             | Tunari                        |
| Făgăraș                   | 2 – 1             | Târgoviște                    |
| Avântul Floreşti          | 6 – 1             | Argeşul Mihăileşti            |
| Corbeanca                 | 3 – 0             | Rapid Clejani                 |
| Blejoi Vispeşti           | 3 – 0             | Rapid II Bucarest             |
| Voinţa Lanuri             | 3 – 0             | ABC Stoicescu                 |
| Termo Bucarest            | 3 – 0             | Comprest GIM Bucarest         |
| Venus Independenţa        | 1 – 8             | Sportul Studențesc II         |
| Victoria Traian           | 3 – 0             | Phoenix Ulmu                  |
| Foresta Mălini            | 3 – 0             | Voinţa Livezile               |
| 25 luglio 2012            |                   |                               |
| MS 08 Târgu Mureș         | 3 – 2             | Zlatna                        |

## Secondo turno
| Squadra 1                     | Risultato         | Squadra 2              |
| ----------------------------- | ----------------- | ---------------------- |
| 1º agosto 2012                |                   |                        |
| Luceafărul Mihai Eminescu     | 0 – 3             | Dorohoi                |
| Foresta Mălini                | 4 – 1             | Cetatea Târgu Neamț    |
| Viitorul Lechinţa             | 0 – 6             | Sporting Suceava       |
| Ceahlăul II                   | 2 – 1             | Petrotub Roman         |
| Moineşti                      | 0 – 2             | ASC Bacău              |
| Foresta Zorleni               | 1 – 3             | Aerostar Bacău         |
| Naţional Goleşti              | 1 – 1             | Panciu                 |
| Victoria Traian               | 0 – 10            | Oțelul Galați II       |
| Conpet Cireşu                 | 1 – 2             | Viitorul Axintele      |
| Unirea Casimcea               | 4 – 3             | Eolica Baia            |
| Rapid Feteşti                 | 4 – 1             | Viitorul Chirnogi      |
| Voinţa Lanuri                 | 2 – 1             | Râmnicu Sărat          |
| Dunărea Călărași              | 2 – 2 (5 – 6 dtr) | Concordia Chiajna II   |
| Corbeanca                     | 2 – 4             | Metaloglobus           |
| Termo Bucarest                | 1 – 4             | Ştefăneşti             |
| Zagon                         | 3 – 0             | Gloria Buzău           |
| Berceni                       | 3 – 0             | Snagov                 |
| Voluntari                     | 3 – 0             | Victoria Brănești      |
| Inter Clinceni                | 0 – 4             | Juventus Bucarest      |
| Avântul Floreşti              | 2 – 3             | Viitorul Domnești      |
| Sportul Studențesc II         | 1 – 6             | Balotești              |
| Rapid II Bucarest             | 0 – 1             | Afumați                |
| Făgăraș                       | 0 – 1             | Unirea Tărlungeni      |
| Plopeni                       | 0 – 3             | Chimia Brazi           |
| Filipeştii de Pădure          | 0 – 3             | Conpet Ploiești        |
| Gloria Corneşti               | 0 – 2             | Urban Titu             |
| Dunărea Turris Turnu Măgurele | 0 – 9             | Alexandria             |
| Dănuţ Coman                   | 0 – 3             | Caracal                |
| Csíkszereda                   | 1 – 3             | Avântul Reghin         |
| Atletic Bradu                 | 2 – 0             | Albota                 |
| Podari                        | 1 – 3             | Vişina Nouă            |
| Pandurii Târgu Jiu II         | 3 – 1             | Jiul Rovinari          |
| Minerul Jilţ Mătăsari         | 2 – 0             | Minerul Motru          |
| Voinţa Lupac                  | 1 – 1 (5 – 4 dtr) | CSM Reșița             |
| Unirea S.M.                   | 1 – 2             | AutoCatania Caransebeş |
| Flacăra Făget                 | 4 – 3             | Poli II Timișoara      |
| Seviş Şelimbăr                | 0 – 2             | Cisnădie               |
| MS 08 Târgu Mureș             | 0 – 1             | Unirea Floreşti        |
| Arena Alba Iulia              | 3 – 0             | Simeria                |
| Jiul Petroșani                | 3 – 0             | Mureșul Deva           |
| Șoimii Pâncota                | 5 – 1             | Corvinul Hunedoara     |
| Flacăra Halmăşd               | 0 – 4             | Seso Câmpia Turzii     |
| Viorel Mateianu Baia Mare     | 0 – 5             | Zalău                  |
| Unirea Dej                    | 3 – 0             | U Cluj II              |
| Crișul Sântandrei             | 0 – 3             | Național Sebiș         |
| Bihorul Beiuș                 | 0 – 3             | Arieșul Turda          |
| Someşul Oar                   | 1 – 2             | Olimpia Satu Mare      |
| Gaz Metan II                  | 3 – 0             | Unirea Ungheni         |

## Terzo turno
| Squadra 1             | Risultato         | Squadra 2              |
| --------------------- | ----------------- | ---------------------- |
| 15 agosto 2012        |                   |                        |
| Foresta Mălini        | 3 – 2             | Ceahlăul II            |
| Dorohoi               | 3 – 1             | Sporting Suceava       |
| Zagon                 | 1 – 0             | Aerostar Bacău         |
| Unirea Casimcea       | 3 – 1             | Oțelul Galați II       |
| Voinţa Lanuri         | 4 – 4 (6 – 7 dtr) | Viitorul Axintele      |
| Rapid Feteşti         | 0 – 3             | Afumați                |
| Conpet Ploiești       | 3 – 0             | Chimia Brazi           |
| Metaloglobus          | 3 – 3 (5 – 4 dtr) | Ştefăneşti             |
| Concordia Chiajna II  | 1 – 0             | Daco-Getica Bucarest   |
| Alexandria            | 2 – 0             | Viitorul Domnești      |
| Minerul Jilţ Mătăsari | 2 – 0             | Vişina Nouă            |
| Voinţa Lupac          | 3 – 3 (5 – 4 dtr) | AutoCatania Caransebeş |
| Șoimii Pâncota        | 3 – 1             | Flacăra Făget          |
| Național Sebiș        | 4 – 0             | Jiul Petroșani         |
| Cisnădie              | 3 – 2             | Unirea Tărlungeni      |
| Seso Câmpia Turzii    | 7 – 0             | Zalău                  |
| Arena Alba Iulia      | 2 – 2 (4 – 5 dtr) | Arieșul Turda          |
| Pandurii Târgu Jiu II | 3 – 0             | Gaz Metan II           |
| Naţional Goleşti      | 0 – 4             | ASC Bacău              |
| Atletic Bradu         | 0 – 1             | Caracal                |
| Bihorul Beiuș         | 0 – 3             | Olimpia Satu Mare      |
| Unirea Dej            | 2 – 0             | Avântul Reghin         |
| Balotești             | 1 – 0             | Voluntari              |
| Urban Titu            | 2 – 5             | Berceni                |

## Quarto turno
| Squadra 1             | Risultato         | Squadra 2                       |
| --------------------- | ----------------- | ------------------------------- |
| 28 agosto 2012        |                   |                                 |
| Dorohoi               | 3 – 4             | Botoșani                        |
| Foresta Mălini        | 0 – 2             | Rapid Suceava                   |
| ASC Bacău             | 2 – 1             | Dunărea Galați                  |
| Unirea Casimcea       | 1 – 3             | Delta Tulcea                    |
| Alexandria            | 3 – 0             | Olt Scornicești                 |
| Viitorul Axintele     | 0 – 2             | Brăila                          |
| Afumați               | 2 – 0             | Otopeni                         |
| Berceni               | 31 – 0            | ACS Buftea                      |
| Metaloglobus          | 0 – 0 (2 – 4 dtr) | Dinamo II Bucarest              |
| Concordia Chiajna II  | 0 – 3             | Sportul Studențesc              |
| Balotești             | 3 – 0             | Astra Giurgiu II                |
| Conpet Ploiești       | 2 – 1             | Chindia Târgoviște              |
| Caracal               | 2 – 1             | Alro Slatina                    |
| Pandurii Târgu Jiu II | 8 – 0             | Oltchim Râmnicu Vâlcea          |
| Minerul Jilţ Mătăsari | 5 – 6 (dts)       | Damila Măciuca                  |
| Șoimii Pâncota        | 3 – 2 (dts)       | Recaș                           |
| Național Sebiș        | 0 – 0 (6 – 7 dtr) | UTA Arad                        |
| Olimpia Satu Mare     | 1 – 0             | Maramureș Universitar Baia Mare |
| Unirea Dej            | 0 – 1             | Târgu Mureș                     |
| Cisnădie              | 3 – 0             | Corona Brașov                   |
| Seso Câmpia Turzii    | 4 – 0             | Unirea Alba Iulia               |
| Arena Alba Iulia      | 1 – 2             | Voința Sibiu                    |
| Zagon                 | 5 – 1             | Bacău                           |
| Voinţa Lupac          | 3 – 0             | Timișoara                       |
| Argeș Pitești         | 0 – 6             | Mioveni                         |
| 29 agosto 2012        |                   |                                 |
| Unirea Slobozia       | 1 – 3             | Săgeata Năvodari                |
| Callatis Mangalia     | 0 – 3             | Farul Costanza                  |
| Bihor Oradea          | 2 – 2 (3 – 1 dtr) | Luceafărul Oradea               |

## Quinto turno
| Squadra 1             | Risultato         | Squadra 2          |
| --------------------- | ----------------- | ------------------ |
| 11 settembre 2012     |                   |                    |
| Olimpia Satu Mare     | 3 – 2 (dts)       | Bihor Oradea       |
| Seso Câmpia Turzii    | 0 – 1             | Târgu Mureș        |
| Balotești             | 0 – 1 (dts)       | Farul Costanza     |
| ASC Bacău             | 0 – 0 (4 – 2 dtr) | Botoșani           |
| Zagon                 | 4 – 1             | Rapid Suceava      |
| Cisnădie              | 0 – 0 (3 – 4 dtr) | Voința Sibiu       |
| Șoimii Pâncota        | 1 – 0             | UTA Arad           |
| Pandurii Târgu Jiu II | 1 – 2             | Mioveni            |
| Afumați               | 0 – 3             | Delta Tulcea       |
| Conpet Ploiești       | 0 – 5             | Brăila             |
| Berceni               | 1 – 0             | Săgeata Năvodari   |
| Caracal               | 2 – 1             | Dinamo II Bucarest |
| Alexandria            | 1 – 3             | Sportul Studențesc |
| Voinţa Lupac          | 0 – 3             | Damila Măciuca     |

## Sedicesimi di finale
| Squadra 1           | Risultato         | Squadra 2         |
| ------------------- | ----------------- | ----------------- |
| 25 settembre 2012   |                   |                   |
| Ceahlăul            | 4 – 0             | Gloria Bistrița   |
| Șoimii Pâncota      | 2 – 3             | Concordia Chiajna |
| Dinamo Bucarest     | 2 – 1 (dts)       | Voința Sibiu      |
| Petrolul Ploiești   | 2 – 0             | Damila Măciuca    |
| 26 settembre 2012   |                   |                   |
| Sportul Studențesc  | 0 – 1             | Oțelul Galați     |
| Gaz Metan Mediaș    | 2 – 1             | Caracal           |
| Vaslui              | 0 – 1             | Botoșani          |
| Delta Tulcea        | 2 – 1             | U Cluj            |
| Turnu Severin       | 2 – 1             | Mioveni           |
| Pandurii            | 7 – 1             | Zagon             |
| Brașov              | 1 – 0             | Farul Costanza    |
| Berceni             | 0 – 2             | CFR Cluj          |
| 27 settembre 2012   |                   |                   |
| Brăila              | 0 – 0 (6 – 5 dtr) | Viitorul Costanza |
| CSM Studențesc Iași | 1 – 4             | Astra Giurgiu     |
| Rapid Bucarest      | 6 – 0             | Olimpia Satu Mare |
| Steaua Bucarest     | 3 – 1             | Târgu Mureș       |

## Ottavi di finale
| Squadra 1         | Risultato         | Squadra 2         |
| ----------------- | ----------------- | ----------------- |
| 30 ottobre 2012   |                   |                   |
| Astra Giurgiu     | 5 – 1             | Turnu Severin     |
| Brașov            | 0 – 2             | Petrolul Ploiești |
| Rapid Bucarest    | 4 – 1             | Delta Tulcea      |
| 31 ottobre 2012   |                   |                   |
| Ceahlăul          | 2 – 0             | Gaz Metan Mediaș  |
| CFR Cluj          | 2 – 0             | Botoșani          |
| Concordia Chiajna | 0 – 0 (4 – 3 dtr) | Steaua Bucarest   |
| 1º novembre 2012  |                   |                   |
| Oțelul Galați     | 3 – 0             | Brăila            |
| Pandurii          | 1 – 2             | Dinamo Bucarest   |

## Quarti di finale
| Squadra 1         | Risultato   | Squadra 2         |
| ----------------- | ----------- | ----------------- |
| 27 novembre 2012  |             |                   |
| Petrolul Ploiești | 2 – 1       | Concordia Chiajna |
| 28 novembre 2012  |             |                   |
| Ceahlăul          | 0 – 2       | Oțelul Galați     |
| CFR Cluj          | 2 – 1 (dts) | Dinamo Bucarest   |
| 29 novembre 2012  |             |                   |
| Rapid Bucarest    | 2 – 3 (dts) | Astra Giurgiu     |

## Semifinali
| Squadra 1                  | Totale | Squadra 2         | Andata | Ritorno |
| -------------------------- | ------ | ----------------- | ------ | ------- |
| 16 aprile / 22 maggio 2013 |        |                   |        |         |
| CFR Cluj                   | 2 – 0  | Astra Giurgiu     | 0 – 0  | 2 – 0   |
| 18 aprile / 22 maggio 2013 |        |                   |        |         |
| Oțelul Galați              | 2 – 4  | Petrolul Ploiești | 0 – 3  | 2 – 1   |

## Finale
| Arbitro: | Pavel Cristian Balaj |

|           |           |  |
| Bokila 8’ | Marcatori |  |